# Raimonds Vējonis

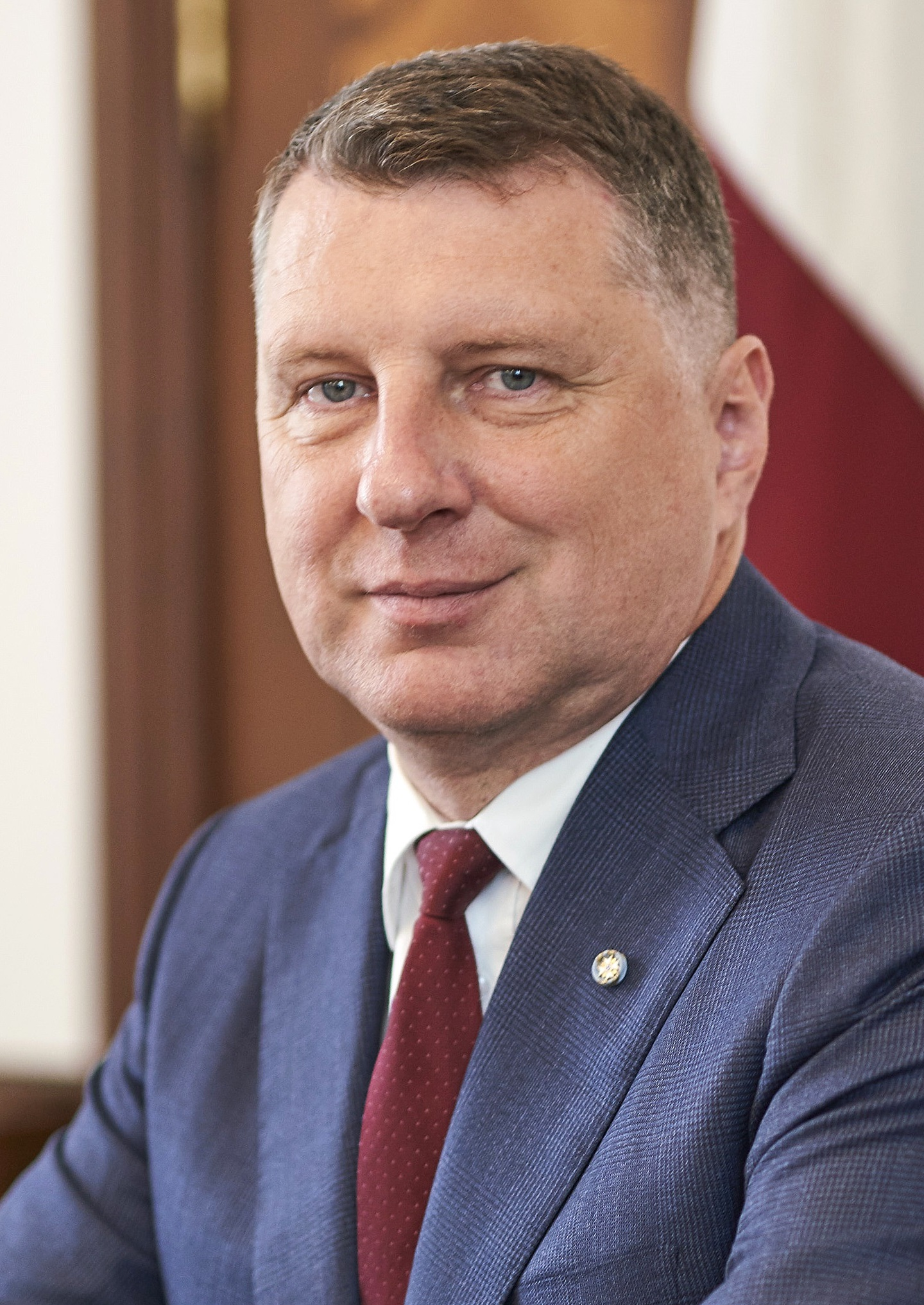
Raimonds Vējonis

Raimonds Vējonis (15 juni 1966) is een Lets politicus. Hij was president van Letland van 2015 tot 2019.
Vējonis, die lid is van de Latvijas Zaļā partija, was eerder minister van defensie en milieu- en regionale ontwikkeling. Op 3 juni 2015 werd hij door de Saeima verkozen tot president als opvolger van Andris Bērziņš. Op 8 juli vatte hij het ambt aan. Op 8 juli 2019 werd hij opgevolgd door Egils Levits.
- Gemeinsame Normdatei: 1114069795
- Library of Congress Control Number: no2019043997
- Nationale Bibliotheek van Letland: 000217037
- Virtual International Authority File: 316879654
- WorldCat: E39PBJr3B6wvcCph3RxFFQdRKd